# Virgilio Lizzi
Virgilio Antonio Benvenuto Lizzi (Terracina, 10 agosto 1883 – Messina, 1978) è stato un compositore italiano.
Fu fratello minore di Achille Lizzi, anch'egli compositore e direttore d'orchestra, e padre di Michele Lizzi.

## Biografia
Nato nel 1883 a Terracina, nel Lazio, da Michele ed Emilia Rossi, ricevette le prime lezioni di musica dal padre.
Studiò all'Accademia Nazionale di Santa Cecilia a Roma, dove si perfezionò in violino con Tito Monachesi, in clarinetto con Aurelio Magnani e approfondì teoria musicale, composizione e arrangiamento sotto la guida di Alfredo Palombi e Alessandro Vessella.
Nel 1914, dopo il conseguimento del diploma, divenne direttore della Banda del 5° reggimento fanteria nella città di Agrigento. Fu poi direttore della banda musicale di Agrigento, e insegnante di pianoforte.
Virgilio Lizzi si distinse per la composizione di opere per banda e per una serie di arrangiamenti di opere classiche per orchestra armonica tra cui spicca la trascrizione dell'ouverture di Un giorno a Vienna di Franz von Suppé.

## Opere

### Composizioni  per  banda
- Letizia, marcia militare brillante, Festa di Pasqua 1946
- Due novembre, marcia funebre, Settimana Santa, 1947, edizioni Ortipe
- Festa di nozze, marcia sinfonica, 1946, edizioni Ortipe
- Mandorlo in fiore, marcia sinfonica, 1950, edizioni Zita
- Alba nuova, 1952
- Beata spensieratezza, marcia capricciosa, febbraio 1946, edizioni Alberto De Santis
- Presentate le armi, marcia militare, Agrigento, 6 novembre 1913
- Prima marcia militare del V Fanteria
- Seconda marcia sinfonica del V Fanteria (marcia in Do)
- Meriggio d’incanto, bozzetto sentimentale per Banda, Girgenti, 27 novembre 1919
- Capricciosetta, IV marcia sinfonica
- Pattuglia gioiosa, marcia sinfonica, 11 novembre 1946, San Martino
- Aurora, grande marcia sinfonica, agosto 1947, edizioni Ortipe
- Visione d’Oriente, marcia sinfonica, luglio 1949, edizioni Santillo
- Sveglia al campo del V Fucilieri d’Aosta, Agrigento, febbraio 1914
- Danza di folletti, scherzo per banda, 4 ottobre 1917 (premiata nel 1948 al Concorso dell’Accademia di Santa Cecilia, indetto dalla Fondazione Vessella)
- Marcia d’ordinanza del V Fanteria, Agrigento, ottobre 1912 (riduzione per banda, fanfara, tamburi)
- Canto d’amore, IV marcia sinfonica, Natale 1916
- Marcia di nozze per grande banda, Natale, 1945 (premiata con 10.000 lire, unico premio su 84 partecipanti)
- Alba nuova, grande marcia sinfonica
- Marcia solenne per grande banda
- Venerdì Santo, marcia funebre per grande banda, Settimana Santa, 1947
- Esultanza (a mio figlio Michele), marcia sinfonica per grande banda
- Nostalgia di primavera (al mio maestro Alfredo Palombi, con affettuosa ammirazione), grande marcia sinfonica, novembre 1948
- Dolce aprile, grande marcia sinfonica
- Primavera agrigentina, marcia sinfonica, Pasqua 1949
- Inno del professor Salvago
- Agrigentina gaia e gentile, gran marcia sinfonica
- Mattino di festa, grande marcia sinfonica, Agrigento, gennaio 1954
- Ritorna primavera, grande marcia sinfonica, 1953
- Lieto evento, V marcia sinfonica
- Un organetto passa per la via, marcia sinfonica
- Armonie poetiche, intermezzo sinfonico
- Il silenzio del fante, coro di soldati e banda
- Marcia sinfonica del V Fanteria per grande banda
- Marcia funebre, 1923
- Vecchia marcia militare, 1910
- Seconda marcia militare
- Vita militare, mazurka, 1906
- Maria, polka, 1907
- Invocazione, composizione per organo, dicembre 1947
- Canti di una primavera lontana, 1950
- Vespro sul mare, 1951
- Canzonetta siciliana “La passeggiata di Agrigento”
- La Boheme, fantasia per pianoforte
- Andrea Chènier, fantasia per pianoforte
- Suite in tre tempi per banda, per pianoforte:
- 1) Marcia nuziale
- 2) Un organetto passa per la via
- 3) Danza di folletti
- Suite in quattro tempi per banda, per pianoforte:
- 1) Lieto evento
- 2) Meriggio d’incant
- 3) Un organetto passa per la via
- 4) Danza di folletti
- Serenata Barcarola, per pianoforte
- Cantico di gloria, 22 dicembre 1963 (vincitore del Concorso nazionale "Pietro Borgognoni" di composizione sinfonica per grande banda presso il Teatro Manzoni di Pistoia).